# Vertrieb
Der Vertrieb ist eine betriebliche Funktion in Unternehmen, die Produkte (Waren oder Dienstleistungen) für Kunden (Unternehmer oder Endverbraucher) verfügbar machen soll.

## Allgemeines
Neben der Beschaffung und der Produktion ist der Vertrieb die dritte betriebliche Grundfunktion, die in jedem Unternehmen vorhanden ist. Im Vertrieb ist die Anbahnung eines Vertragsverhältnisses (Kaufvertrag, Mietvertrag, Leasingvertrag, Werkvertrag usw.) durch Vertriebsorgane des Unternehmens (akquisitorischer Vertrieb), und die Vertragserfüllung durch Leistung oder Lieferung (Distribution) zu unterscheiden. Bei der Vertriebspolitik stehen die Umsetzung der Vertriebsstrategie und die effiziente Gestaltung des Vertriebsprozesses im Vordergrund. Bei der Vertriebspolitik handelt es sich um ein Bestandteil des Marketing-Mix, das in älteren Lehrbüchern als Distributionspolitik bezeichnet wird.
Vertrieb kann im Außendienst und im Innendienst erfolgen. Das verantwortliche Personal im Vertrieb benötigt entsprechende Eignung und Befähigung (Vertriebskompetenzen). Vertrieben werden entweder Produkte aus der Eigenfertigung durch den Hersteller oder aus Fremdfertigung im Handel durch Händler. Dazu bedarf es eines Vertriebsprozesses und einer Vertriebsorganisation. Vertrieben werden kann an Bestandskunden, Wettbewerbskunden oder Neukunden.

## Investitionsgüter- und Konsumgütervertrieb
Man unterscheidet zwischen dem Vertrieb
- von materiellen oder immateriellen Industriegütern an Unternehmer oder öffentlich-rechtliche Stellen (Investitionsgütermarketing, B2B-Vertrieb)
- von materiellen oder immateriellen Gebrauchs- und Verbrauchsgütern an Privathaushalte (Konsumgütermarketing, B2C-Vertrieb)

Für den Vertrieb von Investitionsgütern wird auch der Begriff Technischer Vertrieb verwendet und dem kaufmännischen Vertrieb gegenübergestellt.
Prägend für das Investitionsgütermarketing ist:
- hoher Beratungsaufwand mit Sachkunde des Verkäufers: erklärungs- und erläuterungsbedürftige Produkte (Waren und Dienstleistungen) oder an Kundenbedürfnisse individuell angepasste Produkte (pre-sale)
- hoher Inbetriebsetzungsaufwand und Schulungsaufwand für die Mitarbeiter des Kunden (post-sale)
- langlebige Produkte mit langfristigen Geschäftsbeziehungen: hoher Wartungs- und Instandsetzungsaufwand (post-sale)
- globale Vermarktung durch den Hersteller und rationale Kaufentscheidung durch Buying Center des Kunden, hohe Bedeutung der Total Cost of Ownership

Ein Beispiel für einen Mitarbeiter im Investitionsgütervertrieb mit hoher Vertriebskompetenz ist der Vertriebsingenieur oder auch der technische Kaufmann.
Prägend für das Konsumgütermarketing sind:
- hoch standardisierte und insbesondere im Verbrauchsgüterbereich wenig erläuterungsbedürftige Produkte (stärkere Erläuterungsbedürftigkeit im Gebrauchsgüterbereich)
- häufig emotional getroffene Kaufentscheidungen, hohe Bedeutung von Werbung und Kundenvertrauen
- Massenmarkt mit vielen Abnehmern
- allgemein geringe Bedeutung von pre-sale und post-sale

Retail-Finanzdienstleistungen nehmen im Konsumgütervertrieb als immaterielle Gebrauchsgüter mit einem vergleichsweise hohen Beratungsbedarf und hoher Sachkundeanforderung an den Vertrieb eine Sonderstellung ein.

## Vertriebsorgane
Durch den akquisitorischen Vertrieb werden Kundenkontakte hergestellt, Verträge angebahnt und dadurch Marktabdeckung erzielt sowie Erlöse erzeugt. Durch die Verteilung des Produkts (Distributionslogistik) werden einerseits Kosten erzeugt, andererseits ermöglicht diese eine hohe Lieferbereitschaft als Grundlage der Kundenzufriedenheit oder schafft überhaupt erst die Voraussetzungen, um das Produkt an die Kunden auszuliefern oder die Dienstleistungen zu erbringen.

### Anbahnung eines Vertragsverhältnisses
Zur Anbahnung eines Vertragsverhältnisses (Kaufvertrag, Mietvertrag, Leasingvertrag, Werkvertrag usw.) kann bei der Auswahl des Vertriebssystems nach Bruhn oder Weis der direkte (horizontale Absatzkanalstruktur) und der indirekte Weg (vertikale Absatzkanalstruktur) unterschieden werden.
Die wichtigsten Vertriebsorgane eines Unternehmens sind hierbei:
- Direktvertrieb
  - Bilateral
    - Stationärer Direktvertrieb (alle Produkte: Waren, Wertpapiere, Dienstleistungen, Mietverträge, Leasingverträge, gegen Geld oder Direkttausch)
      - Vertriebsgesellschaften als Tochterunternehmen
      - Unternehmenseigene Verkaufsniederlassung (bildet Betriebsstätte)
      - Unternehmenseigene Repräsentanz (ohne Abschlussvollmacht, nur Vermittlung, Kundenpflege und Außendarstellung, bildet keine Betriebsstätte)
      - Direktmarketing: Telefonverkauf des Herstellers (nicht eines Händlers), E-Mails, Kataloge, E-Commerce des Herstellers (nicht eines Händlers)

    - Reisender: Direktverkauf beim Kunden im überörtlichen Einsatz

  - Multilateral (Vielzahl von Anbietern und Kunden werden zusammengeführt)
    - auf Messen, Märkten, Ausstellungen, Auktionen, Volksfesten
    - über Börsen und anderen Handelssystemen für Wertpapiere
    - über elektronische Plattformen (Plattformökonomie)
- Indirekter Vertrieb (alle Produkte: Waren, Wertpapiere, Dienstleistungen, indirekte Vermietung, indirektes Leasing, gegen Geld oder indirekter Tausch (Bartering))
  - über Absatzmittler (das Eigentum mit Lagerrisiko und Absatzrisiko erwirbt die Vertriebsstelle)
    - Handelsverkauf (Freie und Vertragshändler)
    - Franchising (Franchise-Nehmer handeln im eigenen Namen und auf eigene Rechnung)

  - über Absatzhelfer (das Eigentum an der Ware mit Lagerrisiko und Absatzrisiko verbleibt beim Unternehmen)
    - Handelsvertreter, auch Agentur genannt (Vertriebsstelle handelt im Namen des Unternehmens mit langfristiger Bindung an das Unternehmen durch Geschäftsbesorgungsvertrag)
    - Handelsmakler (Vertriebsstelle handelt in Namen des Unternehmens ohne langfristige Bindung an das Unternehmen durch Geschäftsbesorgungsvertrag)
    - Kommissionär (Vertriebsstelle handelt im eigenen Namen)

  - Sonderformen
    - Wiedervermarktung (Remarketing)
    - Couponing
    - Strukturvertrieb (Netzwerk-Marketing)
    - Affiliate-Marketing

Beim direkten Vertrieb verkauft das Unternehmen unmittelbar an die Endabnehmer, also ohne den Einsatz unternehmensfremder Absatzorgane. Wesentlich ist der unmittelbare Kontakt zwischen dem Endkunden und dem Hersteller, der hierbei sämtliche Handelsfunktionen übernimmt. Die Umsetzung kann durch den Einsatz von eigenen Vertriebsmitarbeitern im überörtlichen Einsatz (Reisenden) oder durch eigene Vertriebsmitarbeiter in stationären unternehmenseigenen Verkaufsstellen erfolgen. Auch im Rahmen des Direktmarketing kann der Vertrieb gestaltet werden, durch Direct Mails, Kataloge, Versandhandel, Packages oder das Telefonmarketing.
Kraft seiner betrieblichen Organisationsherrschaft liegen die Vorteile des direkten Vertriebs für das Unternehmen vor allem in der Sicherstellung der Beratungsqualität, der unmittelbaren und umfassenden Steuerung der Vertriebsaktivitäten und somit der direkten Einflussnahme auf den Endabnehmer. Nicht zuletzt bleibt die Handelsspanne beim Hersteller.
Nachteilig sind der hohe Kapitalbedarf für das Vertriebssystem und ein möglicherweise geringerer Distributionsgrad. Eine wichtige Rolle spielt der Direktvertrieb in der Investitionsgüterindustrie und im Dienstleistungssektor (Banken, Versicherungen) sowie bei Unternehmen, die sich in Form des Haus-zu-Haus-Verkaufs von der Konkurrenz unterscheiden wollen (Amway, Avon, Tupperware, Vorwerk).
Indirekter Vertrieb liegt vor, wenn unternehmensfremde, rechtlich und wirtschaftlich selbständige Vertriebsstellen eingeschaltet werden. Das können Absatzmittler (Groß- und Einzelhändler, Franchisenehmer), die rechtliches Eigentum an der Ware mit Lagerrisiko und Absatzrisiko erwerben, oder Absatzhelfer sein, die kein rechtliches Eigentum an der Ware erwerben (Handelsvertreter, Handelsmakler, Kommissionäre). Die Vorteile liegen hier in der Erzielbarkeit hoher Distributionsgrade und der schnellen Expansionsmöglichkeiten, höherer Flexibilität sowie einer geringeren Kapitalbindung im Vertrieb. Nachteilig sind die starke Abhängigkeit von den Absatzstellen und die geringe Distributionskontrolle. Hier sind häufig aufwändige Kooperationsstrategien und Anreizsysteme für die Absatzmittler notwendig, um den Vertriebserfolg zu sichern und die anfallende Handelsspanne zu decken.

### Verteilung des Produkts
Bei der Erfüllung eines Vertrages durch Leistung oder Lieferung (Verteilung der Produkte an den Kunden) können folgende Schritte notwendig sein:
- Spedition
- Fracht
- Lagerhaltung
- bei Wertpapieren: Settlement

## Rechtliches
Weiterhin muss unterschieden werden nach Rechtsform der Zusammenarbeit und der Organisationsstruktur im Vertrieb. Unternehmenseigene Absatzorgane sind Angestellte, die ortsfest in Verkaufsniederlassungen, im Direktmarketing oder im überörtlichen Einsatz als Reisende tätig sind. Angestellte sind abhängig Beschäftigte, dem Direktionsrecht des Arbeitgebers unterworfen und in seine Betriebsorganisation eingegliedert. Unternehmensfremde Absatzorgane wie Handelsvertreter, Handelskommissionäre, Handelsmakler, Franchisenehmer sind Selbständige. Selbständig ist, wer seine Tätigkeit im Wesentlichen frei gestalten und seine Arbeitszeit bestimmen kann. Im Gegensatz zum angestellten Verkäufer kann das unternehmensfremde Absatzorgan auch für mehrere Anbieter tätig werden (Mehrfirmenvertreter). Es gibt aber auch Einfirmenvertreter. Bei Einfirmenvertretern wird die Abgrenzung zur Scheinselbständigkeit schwierig.
Maßgeblich ist das tatsächlich Gewollte, auch wenn es abweichend bezeichnet wird oder keine schriftliche Vereinbarung getroffen wird. Die Rechte und Pflichten beider Seiten bestimmen sich regelmäßig nach den tatsächlich vorherrschenden Konditionen und den hierzu üblichen Vergütungen. Ein so genannter freier Mitarbeiter, welcher Art und Umfang seiner Tätigkeit im Wesentlichen nicht frei bestimmen kann und nur für einen Auftraggeber (Weisungsgebundenheit, Inanspruchnahme der Betriebsmittel des Anbieters oder organisatorische Einordnung in dessen Betriebsablauf) arbeitet, ist scheinselbständig und auch rückwirkend auch gegenüber den Sozialversicherungsträgern ein Arbeitnehmer. Ein Rechtsgeschäft steht jedoch keinesfalls im rechtsfreien Raum, nur weil kein schriftlicher Vertrag geschlossen wurde.

### Angestellte Verkäufer
Der feste Verkäufer, dessen Aufgabe es ist, als Angestellter für das Unternehmen Geschäfte zu vermitteln und abzuschließen (im überörtlichen Einsatz ein Reisender oder als Vertriebsmitarbeiter stationären Verkaufsniederlassung) ist mit einem Dienstvertrag nach §§ 611 ff. BGB an seinen Arbeitgeber gebunden. Dementsprechend schuldet der Arbeitgeber ihm unabhängig vom Verkaufserfolg Lohn und Fürsorge, insbesondere Sozialversicherungsleistungen. Merkmal unternehmenseigener Verkaufsorgane sind deren feste Anstellung und damit einhergehend die Weisungsgebundenheit. Das Direktionsrecht des Arbeitgebers und die Eingliederung des Angestellten in die Betriebsorganisation des Unternehmens gewährt dem Unternehmen eine einfacheren Steuerung des Vertriebs.
Der angestellte Vertriebsmitarbeiter wird im gesetzlichen Sprachgebrauch und veraltend auch als Handlungsgehilfe, der Unternehmer auch als Prinzipal bezeichnet.

### Selbständige Vermittler
Unternehmensfremde Vertriebsorgane können Absatzmittler und Absatzhelfer sein. Sie können als Kleingewerbetreibende, Einzelkaufleute, Personengesellschaften (OHG, KG) oder Kapitalgesellschaften (AG, GmbH) firmieren.
Absatzmittler (Händler, Franchisenehmer) handeln auf eigene Rechnung. Dementsprechend tragen sie Lagerrisiko und Absatzrisiko. Die Vergütung erfolgt durch die Handelsspanne. Absatzhelfer handeln auf fremde Rechnung. Treten sie im fremden Namen auf, sind die Kommissionäre, treten sie im eigenen Namen auf sind sie Handelsvertreter. Sind sie dauerhaft beauftragt (Geschäftsbesorgungsauftrag) sind sie Kommissionäre oder Handelsvertreter. Treten sie fallweise auf, sind sie Makler. Die Vergütung erfolgt über Provisionen.

#### Handelsvertreter
Der Handelsvertreter ist selbständiger Gewerbetreibender, der auf Provisionsbasis Geschäfte vermittelt. Nach der gesetzlichen Definition in § 84 Abs. 1 HGB ist Handelsvertreter, wer als selbständiger Gewerbetreibender ständig damit betraut ist, für einen anderen Unternehmer Geschäfte zu vermitteln oder in dessen Namen abzuschließen. Nach den Ergebnissen der CDH-Statistik 2010 beläuft sich die Anzahl der von Handelsvertretungen vertretenen Firmen im Durchschnitt auf 5,4.
Die Grundpflichten des Handelsvertreters sind in § 86 HGB gesetzlich festgeschrieben. Danach hat der Handelsvertreter die Pflicht, sich um die Vermittlung oder den Abschluss von Geschäften zu bemühen, die Interessen des vertretenen Unternehmers wahrzunehmen und diesem die erforderlichen Nachrichten zu geben. Aus der Pflicht, die Interessen des vertretenen Unternehmers wahrzunehmen, leiten sich weitere Pflichten ab. Hierzu zählen beispielsweise die Pflicht zur Verschwiegenheit, das Konkurrenzverbot und die Pflicht zur Bonitätsprüfung. Es gibt Handelsvertreter, die als Abschlussvertreter tätig sind, d. h. durch eine Vollmacht des Herstellers in dessen Namen ein eigenes Angebot zum Vertragsabschluss abgeben dürfen. Sonst dürfen sie nur als Bote ein solches Angebot des Herstellers übermitteln. Im Handelsvertretervertrag werden die Rechte und Pflichten genauer geregelt. Allerdings ist die Gestaltung eines Handelsvertretervertrages oft schwierig. Wenn das Vertragsverhältnis beendet wird, steht dem Handelsvertreter unter den Voraussetzungen des § 89b HGB ein Ausgleichsanspruch zu. Dieser ist ein Vergütungsanspruch für den von ihm geschaffenen und dem vertretenen Unternehmer nach Vertragsbeendigung überlassenen Kundenstamm. Eine moderne Sonderform ist die zeitlich begrenzte Beauftragung von Handelsvertreter-Organisationen in Form des Mietvertriebs (häufig durch Call-Center oder angegliederten Außendienst).

#### Branchenbesonderheiten
Beim Vertrieb von Finanzinstrumenten, Vermögensanlagen, Darlehen, Versicherungen und anderen Finanzprodukten müssen teilweise aufsichtsrechtliche Genehmigungen eingeholt werden.
Bei Vertrieb von Finanzprodukten wird der Handelsvertreter, wenn er keine eigene Abschlussvollmacht hat, als Finanzanlagenvermittler, Versicherungsvermittler oder Honorar-Finanzanlagenberater, Versicherungsberater bezeichnet, je nachdem ob er für den Vertrieb eine Provision vom Emittenten oder ein Honorar vom Kunden erhält. Weitere Bezeichnungen je nach Dienstleistung sind Immobilienmakler, Darlehensvermittler und Immobiliendarlehensvermittler. Diese Tätigkeiten unterliegen einer besonderen Genehmigung und Aufsicht durch die Gewerbeämter. Hat der Handelsvertreter für Finanzprodukte eine Abschlussvollmacht (Abschlussvermittlung), braucht er eine Genehmigung der Bafin als Finanzdienstleistungsinstitut und wird durch die BaFin beaufsichtigt. Vermittelt ein Kommissionär Finanzprodukte im eigenen Namen auf fremde Rechnung braucht er sogar eine Zulassung als Kreditinstitut durch die BaFin.
Der Strukturvertrieb ist der Regel ein Vertrieb über Handelsvertreter, die ihrerseits Untervertreter haben. Besonderheit des Strukturvertriebs ist, dass der Handelsvertreter nicht nur Geschäfte mit Kunden auf Provisionsbasis vermitteln soll, sondern auch weitere Handelsvertreter werben soll, an deren Provisionserlös der werbende Handelsvertreter seinerseits eine Beteiligung erhält.
Das Affiliate-Marketing wird ebenfalls als eine Sonderform des Vertriebs angesehen. Die Affiliate sind in der Regel keine Handelsvertreter, da sowohl beim Pay per Click - Vertrieb als auch beim Pay per Sale -Vertrieb die Produkte des Merchants in der Regel nur beworben werden. Für eine Vermittlung eines Geschäfts fehlt es regelmäßig an einer auf Vertragsabschluss ausgerichtete Tätigkeit des Einwirkens aus den potentiellen Kunden, die den Abschluss vorbereitet und ermöglicht.
Im Kunsthandel und Antiquitätenhandel erfolgt der Vertrieb häufig über Galerien, die Kommissionäre sind. Auch der Direktvertrieb über Auktionen ist gebräuchlich.
Der Vertrieb von Büchern und Zeitschriften und Zeitungen erfolgt in aller Regel – außer bei Abonnements von Zeitschriften und Zeitungen und im Bahnhofsbuchhandel – über Kommissionäre. Für Zeitschriften und Zeitungen werden diese als Presse-Grosso, bei Büchern als Barsortiment bezeichnet. Der Vertrieb ist durch viele Besonderheiten, wie Preisbindung, Bezirksvertretungen (Exklusivvertriebsrecht für einen bestimmten Bezirk) für den gesamten Handel und Kontrahierungszwang des Grossisten bzw. des Barsortiments mit Verlagen gekennzeichnet, die durch die Gewähr der Pressefreiheit und Pressevielfalt gerechtfertigt werden.

## Außendienst und Innendienst
Der Vertriebsaußendienst betreut und berät vor Ort persönlich und bahnt den Verkauf an. Durch Kundengespräche erlangt er Verständnis für deren Bedürfnisse und Lösungen an. Der Außendienst spielt außerdem eine entscheidende Rolle bei der Akquise neuer Geschäftspartner und dem Aufbau langfristiger Kundenbeziehungen.
Der Vertriebsinnendienst bearbeitet Kundenanfragen, erstellt passende Angebote und die stellt Informationen bereit. Mit modernen Technologien wie CRM-Systemen, Werkzeugen zur Analyse sozialer Netzwerke und automatisierten E-Mail-Kampagnen spricht er potenzielle Kunden gezielt an. Zudem unterstützt der Innendienst den Außendienst aktiv, etwa durch Angebots- und Auftragsmanagement oder die reibungslose Abwicklung von Bestellungen. Ein weiterer Schwerpunkt des Innendienstes liegt im Datenmanagement: Vertriebsinnendienstmitarbeiter werten Kunden- und Verkaufsdaten sowie Vertriebsstatistiken aus, um datengestützte Entscheidungen zu ermöglichen und die Vertriebsstrategie zu verbessern.
Ebenfalls Teil des Innendienstes, wenn auch manchmal organisatorisch und personell getrennt, ist die Kaltakquise, herkömmlich durch Telefon. Durch die Entwicklung von Videokonferenzsystemen kann der Innendienst auch dem Außendienst ähnliche Aufgaben übernehmen.

## Vertriebspolitik als Teil des Marketings
Vertrieb ist die betriebliche Funktion, Waren und Dienstleistungen zu vertreiben. Vertriebspolitik (Distributionspolitik) als Teil des Marketings sind alle Maßnahmen, welche die Voraussetzungen schaffen, um den Vertrieb durchzuführen. Sie umfasst daher sämtliche Maßnahmen, um den Absatz im richtigen Zustand, zum richtigen Zeitpunkt, in der gewünschten Menge und am richtigen Ort, zur Verfügung zu stellen. Vertriebspolitik ist Teil des Marketing-Mix, welcher auch die Preispolitik, Produktpolitik und Kommunikationspolitik umfasst. Letztere stehen mit dem Vertrieb in keinem unmittelbaren Zusammenhang, beeinflussen aber die Vertriebschancen.
Der Vertrieb muss geplant werden. Es gilt auch Art und Anzahl der Vertriebsorgane unter sorgfältiger Berücksichtigung ihrer Vertriebskompetenz zu bestimmen.

### Prozess der Vertriebsplanung
Ausgangspunkt der Vertriebsplanung ist der Marketingplan, der die Rahmenbedingungen für alle weiteren Aktivitäten vorgibt. Nach Manfred Bruhn empfiehlt es sich, aufgrund des strategischen und langfristigen Charakters vertriebspolitischer Entscheidungen und der damit verbundenen hohen Kosten und Risiken, den Vertriebsprozess systematisch zu planen. Folgende Planungsphasen sollen dabei berücksichtigt werden:

#### Analyse der Vertriebssituation
Die Vertriebsplanung beginnt in der Regel mit einer systematischen Analyse der wichtigsten (internen) Stärken und Schwächen sowie der zu erwartenden (externen) Chancen und Risiken (SWOT-Analyse). Dabei geht es um die möglichst objektive Darstellung der eigenen Position im Vergleich zum Wettbewerb als Grundlage für die Festlegung realistischer Vertriebsziele.

#### Festlegung der Vertriebsziele
Die Vertriebsziele leiten sich nicht nur von den Bedürfnissen der Endkunden und des Unternehmens ab, sondern sollten Absatzmittler (wie Groß- und Einzelhändler) und Absatzhelfer (wie Handelsvertreter oder Kommissionäre), Organe der Logistik (Spediteure, Verfrachter, Lagerhalter) sowie Mitbewerber einbeziehen.
Unterschieden werden folgende Kategorien von Zielen:
- Ökonomisch orientierte Vertriebsziele, wie die Erhöhung der Absatzmengen, die Sicherstellung des Preisniveaus, die Senkung der Vertriebs- und Logistikkosten
- Ökologisch orientierte Vertriebsziele, wie die Steigerung der Energieeffizienz
- Logistisch orientierte Vertriebsziele, wie die Steigerung des Distributionsgrades, Senkung von Lieferzeiten und die Erhöhung der Lieferbereitschaft und -zuverlässigkeit
- Psychologisch orientierte Vertriebsziele, wie die Sicherstellung eines guten Vertriebsimages und die Erhaltung bzw. Verbesserung der Kooperationsbereitschaft des Handels
- Konkurrenzorientierte Vertriebsziele, wie die Verdrängung von Mitbewerbern

#### Entwicklung der Vertriebsstrategie
Die Vertriebsstrategie dient als Orientierungsrahmen für alle Vertriebsmaßnahmen. Hierzu zählen die Segmentierung der Endkunden und der Vertriebsorgane, wie der Absatzkanäle, Art und Zahl der Absatzmittler sowie die Gestaltung der Beziehungen zu diesen.

#### Bestimmung des Vertriebsbudgets
Hier wird der finanzielle Spielraum festgelegt, der beispielsweise für Provisionen für den Außendienst und für verkaufsfördernde Maßnahmen im Handel zur Verfügung steht.

#### Durchführung von Vertriebsmaßnahmen
Das Vertriebsdesign soll unter Einbeziehung von Strategie und Budget umgesetzt werden. Zu berücksichtigen sind die Fragen, wie die Absatzorgane an das Unternehmen gebunden werden sollen, welche Anreiz- und Vergütungssysteme eingesetzt werden und an welchen Standorten Lager zu errichten sind.

#### Vertriebskontrolle
Zum Abschluss der Planung ist zu überprüfen, ob und in welchem Maße die Vertriebsziele (nicht) erreicht wurden und welche Anpassungen notwendig sind. Diese Erfolgskontrolle erfordert die Festlegung geeigneter Kennzahlen.

### Auswahl der Vertriebsorgane
Die Distributionspolitik (Verkaufspolitik) beinhaltet Entscheidungen, über welches Vertriebsorgan Verträge angebahnt werden (akquisitorische Distribution) und wie die Waren und Dienstleistungen an den Kunden ausgeliefert bzw. für den Kunden erbracht werden (physische Distribution), wie die Vertriebsmitarbeiter in Bezug auf Verkaufsmethoden, ggf. Fremdsprachen, und in Bezug auf das Produkt (Sachkunde) geschult werden sollen (Vertriebskompetenz) und welcher Distributionsgrad (Erhältlichkeit eines Produktes an den Angebotsstellen im Markt) erreicht werden soll.
Die Distributionspolitik stellt, wie alle anderen Instrumentalbereiche des Marketing sowohl einen Kostenfaktor als auch eine Erlösquelle dar. Kosten erzeugt die physische Distribution (Spedition, Verfrachtung, Lagerhaltung, Settlement), Erlöse erzeugt der akquisitorische Vertrieb. Darüber hinaus werden mit der Entscheidung über die Absatzmethode Weichen für den Einsatz der weiteren Marketinginstrumente gestellt.
Entscheidungsleitlinien können sein:
- Eigene unternehmensbezogene Größen
  - gewünschter Kapitalaufwand für den Aufbau einer eigenen Vertriebsorganisation
  - Bereitschaft Handelsspanne mit unternehmensfremden Absatzorganen zu teilen
  - erwünschte Kundenbindung und Kundenorientierung
  - Geschwindigkeit und Tiefe der gewünschten Marktdurchdringung und erreichbare Umsätze
  - Steuerbarkeit und Flexibilität des Vertriebs, die Möglichkeit der Gewinnung von Marktinformationen sowie die Risiken durch eine rechtliche Bindung.
- produktbezogene Größen
  - notwendige Produktkenntnisse für Beratung, Inbetriebsetzung, Wartung und Instandsetzung (Sachkunde)
  - Lager- und Transportfähigkeit der Produkte
- notwendige Marktkenntnisse im Zielmarkt (Wettbewerber, mögliche Kunden, rechtliche und soziokulturelle Lage)

Nach Homburg/Krohmer kann die Entscheidung zwischen direktem und indirektem Vertrieb mit Hilfe der Transaktionskostentheorie getroffen werden. Diese macht Aussagen über die günstigste Form der Abwicklung der Transaktionen in Abhängigkeit von deren Eigenschaften.

### Anzahl der Vertriebsorgane
In Abhängigkeit von der Art der Produkte sowie der jeweiligen Vertriebs- und Marketingstrategie sind die Strategien Universal-, Selektiv- und Exklusivvertrieb zu unterscheiden. Beim Universalvertrieb akzeptiert der Hersteller jedes Absatzorgan, das bereit ist, sein Leistungsprogramm anzubieten. Ziel ist die Überallerhältlichkeit der Produkte (Ubiquität), um einen hohen Distributionsgrad sicherzustellen.
Die Strategie des Selektivvertriebs besteht darin, dass nur diejenigen Absatzorgane akzeptiert werden, die den Auswahlkriterien des Vertriebs entsprechen. Kriterien für diese Auswahl können Umsatzbedeutung, Qualität von Beratung und Service, die Preispolitik sowie die Geschäftsgröße und -lage sein. Werden nicht nur qualitative, sondern auch quantitative Kriterien bei der Auswahl der Absatzmittler berücksichtigt ist es Exklusivvertrieb. Der Extremfall dieser Strategie ist der Alleinvertrieb, bei dem nur ein einziges Absatzorgan für ein bestimmtes Absatzgebiet die Vertriebsberechtigung erhält. Nach Homburg und Krohmer liegt ein Vorteil des Exklusivvertriebs in der Möglichkeit, einen in sich stimmigen Marktauftritt (Beratung der Kunden, äußere Anmutung der Vertriebspartner) zu gewährleisten. Für den Universalvertrieb spricht demgegenüber die umfassende Präsenz der Produkte; ein einheitlicher Marktauftritt kann wegen der Verschiedenartigkeit der Vertriebspartner nicht gewährleistet werden.

### Evolutionspfad des Vertriebs

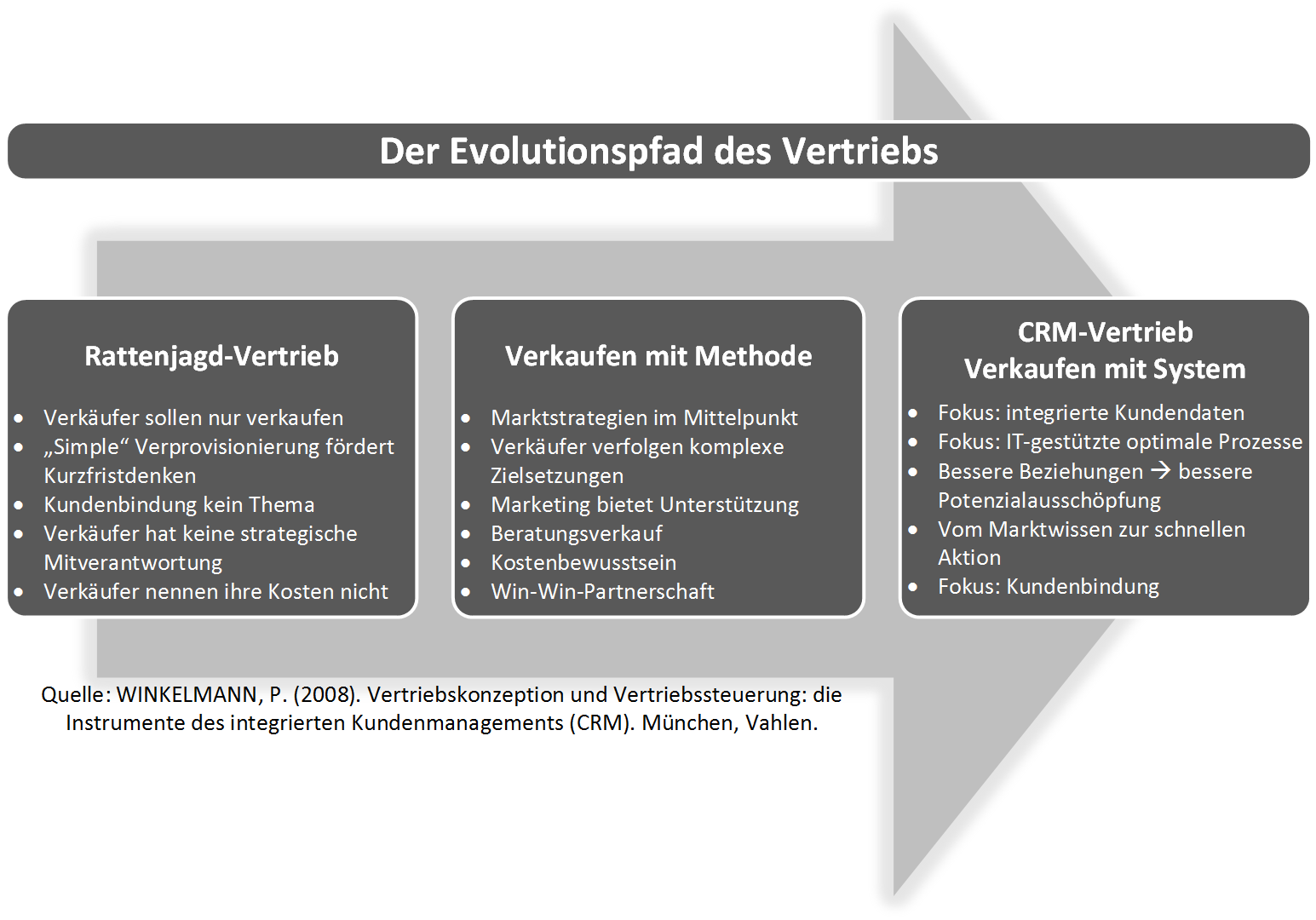
Evolutionspfad des Vertriebs

Durch eine Steigerung des Ausbildungs- und Wissensniveaus sowohl auf Kunden- als auch Verkäuferseite lässt sich ein Evolutionspfad des Vertriebs erkennen. Während beim „Power-Selling“ der schnelle Umsatzerfolg im Mittelpunkt steht, ist beim Verkaufen mit Methode ein Wandel des Verkäufers zum Marktmanager erforderlich. Beim Customer Relationship Management (CRM) richtet sich der Blick über die Vertriebsabteilung hinaus: Prozesse werden deutlich kundenorientierter strukturiert und durch Software und Datenbanken unterstützt.

## Anreizsysteme und Steuerung der Vertriebsorgane
Die Vertriebsorgane sind so einzusetzen, dass die Vertriebsziele erreicht werden. Gegenstände der notwendigen Steuerungsmaßnahmen sind die Aufteilung der Verkaufsbezirke, die Planung der Verkaufsquoten und -routen, die Besuchshäufigkeiten sowie Maßnahmen für Schulung und Training des Außendienstes.
Philip Kotler zufolge müssen viele Verkäufer stetig ermutigt und mit besonderen Anreizen (Incentives) angehalten werden, ihr Bestes zu geben. Generell unterscheidet Bruhn zwischen materiellen und immateriellen Anreizen. Materielle Anreize sind im Entlohnungssystem der Verkäufer enthalten. Häufig werden diese zusätzlich zu einem Fixum nach einem Provisionssystem entlohnt. Provisionen werden im einfachsten Fall als Prozentwert vom Umsatz oder Deckungsbeitrag berechnet. Komplexere Provisionssysteme mit Minimierung, Maximierung und/oder Staffelung sind durchaus üblich. Darüber hinaus kommen häufig Zielvereinbarungen oder Prämiensysteme zum Einsatz, innerhalb derer Geld- oder Sachprämien für besondere Verkaufsleistungen vergeben werden.
Zu den immateriellen Anreizen zählen Beförderungen (im Dienstrang), Belobigungen, Auszeichnungen sowie erweiterte Verantwortungs- und Arbeitsbereiche. Regelmäßige Verkäufertreffen gehören in diese Kategorie. Sie bieten Abwechslung und die Gelegenheit, Vorgesetzte und Kollegen in angenehmer Umgebung kennenzulernen und sich auszutauschen. Zumeist empfiehlt sich eine Kombination verschiedener materieller und immaterieller Anreize, um den unterschiedlichen Wertesystemen der Mitarbeiter Rechnung zu tragen. Voraussetzung für die erfolgreiche Steuerung der Vertriebsorgane und die Wirksamkeit der Anreizsysteme ist die systematische Entwicklung der Vertriebskompetenzen aller Mitarbeiter im Vertrieb.
Nach Waldemar Pelz sind die nachfolgenden Fragen zu stellen, um wesentliche Erfolgsfaktoren von Anreizsystemen im Vertrieb zu identifizieren:
- Wie zufrieden sind die Kunden mit den Leistungen der Vertriebsmitarbeiter (Kundenbefragung)?
- Haben die Mitarbeiter unmittelbaren Einfluss auf das Ergebnis, indem sie über die notwendigen Ressourcen und Fähigkeiten verfügen?
- Werden durch das Anreizsystem die „richtigen“ Personen zum Vorbild gemacht und gefördert?
- Ist das Kennzahlensystem über alle Hierarchieebenen und Funktionen so widerspruchsfrei gestaltet, dass jeder erkennt, welchen Beitrag er zum Unternehmenserfolg leisten kann?
- Ist das System attraktiv für Mitarbeiter, die in der Zukunft benötigt werden?
- Verhalten sich die Mitarbeiter sowohl kunden- als auch abschlussorientiert?
- Wie stark sind die Führungs- und Umsetzungskompetenzen des Managements ausgeprägt (Mitarbeiterbefragung)?

## Akquisition und Stimulierung der Vertriebssysteme
Die Kernfrage ist hier nach Auffassung Bruhns, inwieweit eine endabnehmer- oder absatzmittlergerichtete Strategie zu verfolgen ist: Bei der endabnehmer-gerichteten (Pull-)Strategie werden primär die Konsumenten über den Einsatz von Vertriebs- und Kommunikationsinstrumenten angesprochen. Ziel ist die Erzeugung einer aktiven Nachfrage bzw. eines Nachfragesogs für die beworbenen Produkte. Somit dürften sich die Absatzmittler gezwungen sehen, die Produkte zur Befriedigung der Kundennachfrage zu listen. Die absatzmittler-gerichtete (Push-)Strategie hat das Ziel, die Bereitschaft der Absatzmittler zu fördern, die eigenen Produkte aufzunehmen und zu unterstützen. Dies geschieht durch den Einsatz von Anreizen, wie der Verbesserung von Handelsspannen, der Gewährung von Rabatten, Boni und Finanzhilfen sowie der Übernahme von Serviceleistungen beim Absatzmittler. In der Praxis stellen sich die Push- und Pull-Strategien nicht als alternative Handlungsoptionen dar, so Meffert und Co-Autoren. Vielmehr sind meistens Kombinationen von absatzmittler- und endverbrauchergerichteten Maßnahmen anzutreffen. Hier gilt es, das verfügbare Budget optimal auf Push- und Pull-Maßnahmen zu verteilen.

## Zusammenarbeit mit anderen Fachabteilungen

### Verkaufszyklus

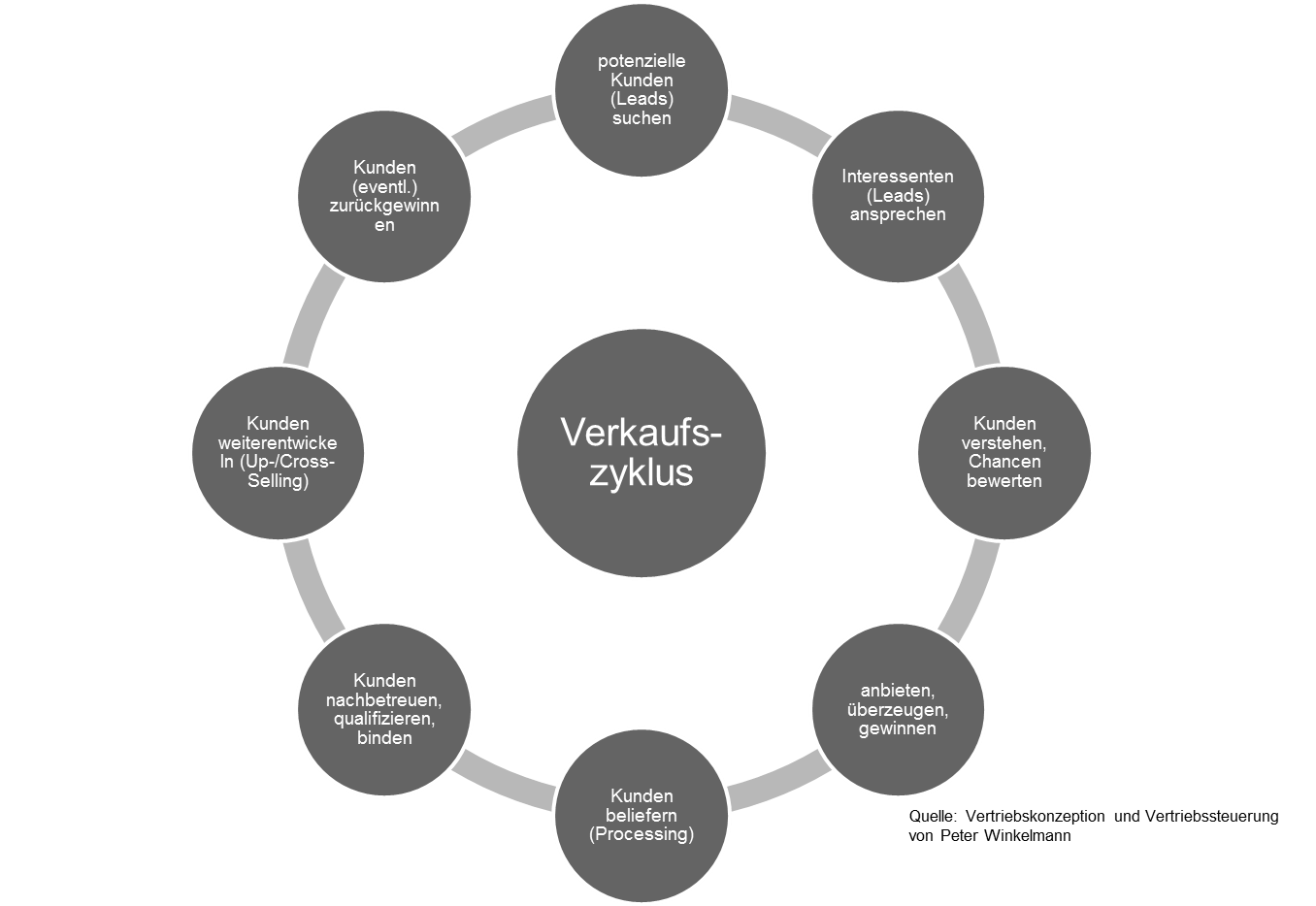
Die acht Grundaktivitäten des Verkaufszyklus

Verkaufszyklus (englisch Sales Cycle) kann als das Organigramm eines Verkaufsprozesses verstanden werden. Dabei unterteilt er den Gesamtprozess des Verkaufens in kaufrelevante Phasen und bestimmt deren Tätigkeiten und organisatorische Zugehörigkeiten.
Die einfache Form eines Verkaufszyklus besteht aus vier Stufen:
1. Engage: Identifikation neuer Kunden inklusive deren Bewertung und die Verkaufsanbahnung.
2. Transact: Erstellung – gegebenenfalls individualisierter – Angebote, Vertragsabschluss.
3. Fulfill: Erbringung der Leistung und Rechnungsstellung.
4. Service: Erbringung der Dienstleistungen (nach Kauf) über alle Kommunikationskanäle.

Darüber hinaus ist häufig die Rede von einem achtstufigen Verkaufszyklus, der aus folgenden Phasen besteht:
1. potenzielle Kunden (Leads) suchen,
2. Interessenten (Leads) ansprechen (Kontaktmanagement),
3. Kunden verstehen und Chancen bewerten,
4. anbieten, überzeugen und gewinnen,
5. Kunden beliefern (Processing),
6. Kunden nachbetreuen, qualifizieren und binden,
7. Kunden weiterentwickeln (Up- und Cross-Selling),
8. Kunden eventuell zurückgewinnen.

### PreSales – Die Schlüsselrolle in der Vertriebsunterstützung
Der Begriff PreSales (von lateinisch prae „vor“ und englisch sales „Vertrieb, Verkauf“) hat sich in der Fachliteratur bislang nicht eindeutig definiert. In der Praxis umfasst er jedoch eine Vielzahl von Aktivitäten, die den Vertriebsprozess unterstützen, jedoch nicht unmittelbar von der Vertriebsabteilung selbst durchgeführt werden. Stattdessen sind es Fach- und Entwicklungsabteilungen, die mit ihrer Expertise den Vertrieb begleiten und potenzielle Kunden in der Entscheidungsfindung unterstützen.

### Merkmale und Bedeutung von PreSales
PreSales zeichnet sich insbesondere dadurch aus, dass die Tätigkeiten in dieser Phase nicht direkt abrechenbar sind, da noch kein Kundenauftrag vorliegt. Vielmehr investiert das Unternehmen in beratende und technische Unterstützungsleistungen mit dem Ziel, einen Vertragsabschluss vorzubereiten. Der Vertrieb ist somit interner Auftraggeber für die PreSales-Aktivitäten, die letztlich die Erfolgswahrscheinlichkeit einer Kundenentscheidung erhöhen.
In einigen Fällen werden auch Vorprojekte als Teil von PreSales betrachtet. Diese werden zwar vom Kunden beauftragt und finanziert, jedoch nicht immer kostendeckend kalkuliert, da der eigentliche wirtschaftliche Nutzen in einem späteren, größeren Folgeauftrag liegt. Für das Controlling signalisiert die Zuordnung zum PreSales-Bereich, dass eine Bewertung der Wirtschaftlichkeit erst im Gesamtkontext sinnvoll ist.

### Wann ist PreSales besonders relevant?
PreSales spielt eine zentrale Rolle in Situationen, in denen:
- Produkte oder Dienstleistungen stark beratungsintensiv sind.
- Individuelle Kundenlösungen entwickelt werden müssen.
- Bestehende Prozesse des Kunden angepasst werden, um eine optimale Nutzung der Lösung zu ermöglichen.
- Mehrere Fachabteilungen eines Unternehmens in den Verkaufsprozess eingebunden sind.

In solchen Fällen agiert der Vertriebsmitarbeiter als primärer Ansprechpartner für den Kunden und koordiniert die Einbindung von PreSales-Experten, um spezifische Fragen zu beantworten und Lösungskonzepte zu erarbeiten.

### Typische PreSales-Aktivitäten
PreSales umfasst eine Vielzahl von Tätigkeiten, darunter:
- Kundenberatung und Produktpräsentationen (vor Ort oder virtuell).
- Workshops und Seminare, um Kundenbedürfnisse zu verstehen und Lösungen vorzustellen.
- Online-Demos zur Veranschaulichung von Softwarelösungen.
- Technische Machbarkeitsanalysen, um kundenspezifische Anforderungen zu validieren.
- Mitbewerberanalysen, um differenzierte Verkaufsargumente zu entwickeln.
- Erstellung von Systemdesigns und Konzepten, die technische Lösungen skizzieren.
- Entwicklung von Kalkulationen und individuellen Angeboten.
- Unterstützung bei der Sales-Strategie durch Markt- und Kundenanalysen.
- Enge Zusammenarbeit mit dem Produktmanagement zur Weiterentwicklung des Produktportfolios.

### PreSales als Erfolgsfaktor im Vertrieb
PreSales-Experten fungieren als „Brücke zwischen Technologie und Vertrieb“. Ihre Aufgabe ist es, nicht nur technische Fakten zu vermitteln, sondern „den Nutzen einer Lösung in den Mittelpunkt zu stellen“. Sie helfen Kunden, den Mehrwert einer Investition zu erkennen und liefern die Entscheidungsgrundlage für einen erfolgreichen Geschäftsabschluss.

### Postsales
Postsales (von lateinisch post, „nach“ und englisch sales, „Vertrieb“, „Verkauf“). Ähnlich wie Presales ist Postsales ein unscharfer Sammelbegriff, der Aktivitäten zusammenfasst oder etikettiert, die nach dem Vertragsabschluss nicht der Vertragserfüllung dienen, sondern der Kundenpflege sowie der Vorbereitung und Erleichterung zukünftiger Vertragsabschlüsse. In der Regel bezeichnen sie, wie beim Presales, Aktivitäten, die nicht vom Vertrieb selbst erbracht werden, sondern von Fach- und Entwicklungsabteilungen in dessen Auftrag. Da Postsales-Aktivitäten der Vorbereitung zukünftiger Vertragsabschlüsse dienen, kann Postsales nicht klar von Presales abgegrenzt werden. Entscheidendes Merkmal ist lediglich, dass auf ein bestehendes Vertragsverhältnis aufgebaut wird.
Typische Ziele von Postsales-Aktivitäten sind:
- Verkauf von Wartungsverträgen oder Wartungsverträgen mit einem höheren Servicelevel,
- Verkauf von ergänzenden Komponenten zu einem bereits verkauften Produkt oder Service,
- Gegen Ende des Lebenszyklus eines Produktes sicherstellen, dass die Ersatzinvestition mit einem Produkt des eigenen Unternehmens erfolgt,
- Bei veränderten Marktbedingungen angepasste Produkte oder Services verkaufen.

Die Hauptmotivation für den Vertrieb, geeignete Fachabteilungen in die Kundenpflege einzubeziehen, besteht darin, dass es, insbesondere bei komplexen Inbetriebnahmen zwischen den Abteilungen von Kunde und Lieferant zu einer wesentlich engeren, längeren und vertrauensvolleren Zusammenarbeit kommt, als es zwischen der Vertriebsabteilung des Lieferanten und der Einkaufsabteilung des Kunden möglich ist.

## Außeruniversitäre Weiterbildung
- Geprüfter Fachberater im Vertrieb – deutschlandweit anerkannter IHK-Abschluss (IHK-Weiterbildungsstufe I)
- Fachkaufmann für Vertrieb – europaweit anerkannter IHK-Abschluss (IHK-Weiterbildungsstufe II)
- PreSales Mastery Course (https://www.presales-handbook.com/course/presales-handbook/)

## Verbände
- Bundesverband Deutscher Vertriebsfirmen e. V. (BDV)
- Bundesverband der Vertriebsmanager
- Bundesverband Direktvertrieb Deutschland e. V.[20]
- Centralvereinigung Deutscher Wirtschaftsverbände für Handelsvermittlung und Vertrieb e. V. (CDH)